# Helichrysum gymnocephalum
Helichrysum gymnocephalum es una especie de planta fanerógama perteneciente a la familia de las asteráceas. Es originaria de  Madagascar.

## Usos
Se utiliza localmente por sus presuntas propiedades afrodisíacas, antisépticas y estimulantes, y también como un tratamiento para la bronquitis. El aceite esencial es vendido internacionalmente para estos mismos fines. Este aceite se compone principalmente de 1,8-cineol, el compuesto orgánico eucaliptol, lo que puede explicar estas propiedades.
En 1999, la organización sin fines de lucro Seacology ayudó a preservar esta y otras plantas mediante la creación de un parque nacional en torno al monte Angavokely, cerca de Antananarivo en Madagascar.

## Taxonomía
Helichrysum gymnocephalum fue descrita por (DC.) Humb. y publicado en Mémoires de la Société Linnéenne de Normandie 25: 80. 1923.
Etimología
Helichrysum: nombre genérico que deriva del griego antiguo ἕλιξ helix = "retorcido" y χρυσός crisós = "oro".
gymnocephalum: epíteto latíno 
Sinonimia
- Stenocline gymnocephala DC.
- Stenocline incana Baker[5]